# Henry Wellesley, 6. Duke of Wellington
Henry Valerian George Wellesley, 6. Duke of Wellington (* 14. Juli 1912; † 16. September 1943) war ein britischer Peer, Offizier und Politiker.

## Leben
Henry Wellesley war der Sohn des Arthur Wellesley, 5. Duke of Wellington, und der Hon. Lilian Maud Glean Coats, einer Tochter des George Coats, 1. Baron Glentanar. Als Heir apparent seines Vaters führte er ab Geburt den Höflichkeitstitel Earl of Mornington und ab 1934 auch den Höflichkeitstitel Marquess of Douro. Beim Tod seines Vaters erbte er am 11. Dezember 1941 dessen Adelstitel als 6. Duke of Wellington und wurde dadurch Mitglied des House of Lords.
Er trat in die British Army ein und wurde am 14. Oktober 1933 zum Second Lieutenant der Reserve bei den Coldstream Guards befördert. Am 13. November 1935 erhielt er ein reguläres Kommando als Second Lieutenant im Duke of Wellington’s Regiment und am 13. November 1938 wurde er zum Lieutenant befördert. Am 26. Februar 1939 wurde zum Dienst im Colonial Office abgestellt.
Im Zweiten Weltkrieg stieg er in den Rang eines Captain des Duke of Wellington’s Regiment auf, das ab März 1943 an den Kämpfen in Tunesien teilnahm. Wellesley wurde schließlich für ein Sonderkommando unter Lieutenant-Colonel Jack Churchill, das No. 2 Commando der Royal Marines, abgestellt. Als Anführer eines Truppenteils dieser Kommandoeinheit nahm er im September 1943 im Rahmen der alliierten Invasion in Italien an der Landung bei Salerno teil. Das No. 2 Commando und das No. 41 Commando verlagerten sich von ihrem ursprünglichen Frontgebiet bei Vietri sul Mare, westlich von Salerno, in ein Gebiet zwei bis drei Meilen landeinwärts von Mercatello, südöstlich von Salerno. Die Deutschen hielten und verstärkten dort drei hochgelegene Stellungen. Am 16. September marschierte das No. 2 Commando tagsüber zurück durch ein Tal in der Nähe des Dorfes Piegolelle mit dem Spitznamen Pigoletti, das in der Nacht zuvor eingenommen worden war, in der Absicht, die an dessen Ende gelegene, Pimple Hill genannte, Anhöhe zu besetzen. Aber die Deutschen hatten in den frühen Morgenstunden leichte Truppen zurück ins Tal geschickt und die Stellung auf Pimple Hill verstärkt. Beim Angriff wurden zwei Truppenteile durch vorteilhaft positioniertes Maschinengewehrfeuer überrascht. Der Duke war unter den Gefallenen, nachdem er von einer Salve aus einem MG 42 getroffen worden war.
Er wurde auf dem British Salerno War Cemetery bei Bivio Pratole in der Provinz Salerno beerdigt.
Da er unverheiratet und kinderlos blieb, und weil er der einzige Sohn seines Vaters war, fielen alle seine Adelstitel an seinen Onkel Lord Gerald Wellesley, mit Ausnahme des nachgeordneten spanischen Titels Duque de Ciudad Rodrigo, der auch in weiblicher Linie vererbbar ist und den seine Schwester Lady Anne Rhys als 7. Duquesa de Ciudad Rodrigo erbte.